# دانشگاه صوفیه
دانشگاه صوفیه قدیمی‌ترین مؤسسه آموزش عالی در بلغارستان است که در سال ۱۸۸۸ در شهر صوفیه تأسیس شده‌است. این دانشگاه دارای ۱۶ دانشکده و سه گروه آموزشی است که ۲۱۰۰۰ دانشجو را در خود جای داده‌است.طبق رتبه‌بندی ملی و بین‌المللی، این دانشگاه دائماً به عنوان دانشگاه برتر در بلغارستان رتبه‌بندی شده‌است و به‌طور مداوم در بین ۴ درصد بهترین دانشگاه‌های جهان با توجه به رتبه‌بندی دانشگاه جهانی QS قرار دارد.

## دانشکده‌ها و گروه‌های آموزشی

### دانشکده‌ها
- دانشکده زیست‌شناسی
- دانشکده شیمی و داروسازی
- دانشکده زبانشناسی کلاسیک و مدرن
- دانشکده اقتصاد و مدیریت بازرگانی
- دانشکده آموزش
- دانشکده زمین‌شناسی و جغرافیا
- دانشکده تاریخ

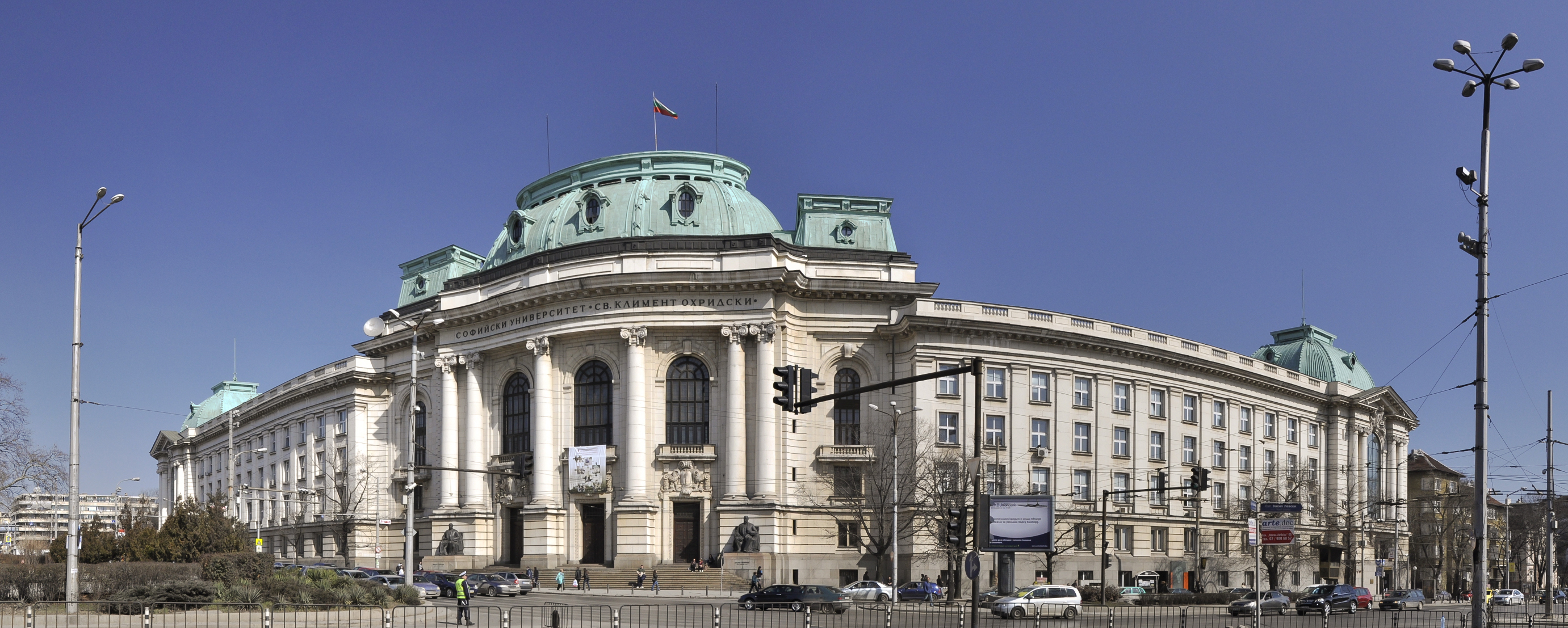
ساختمان اصلی دانشگاه صوفیه

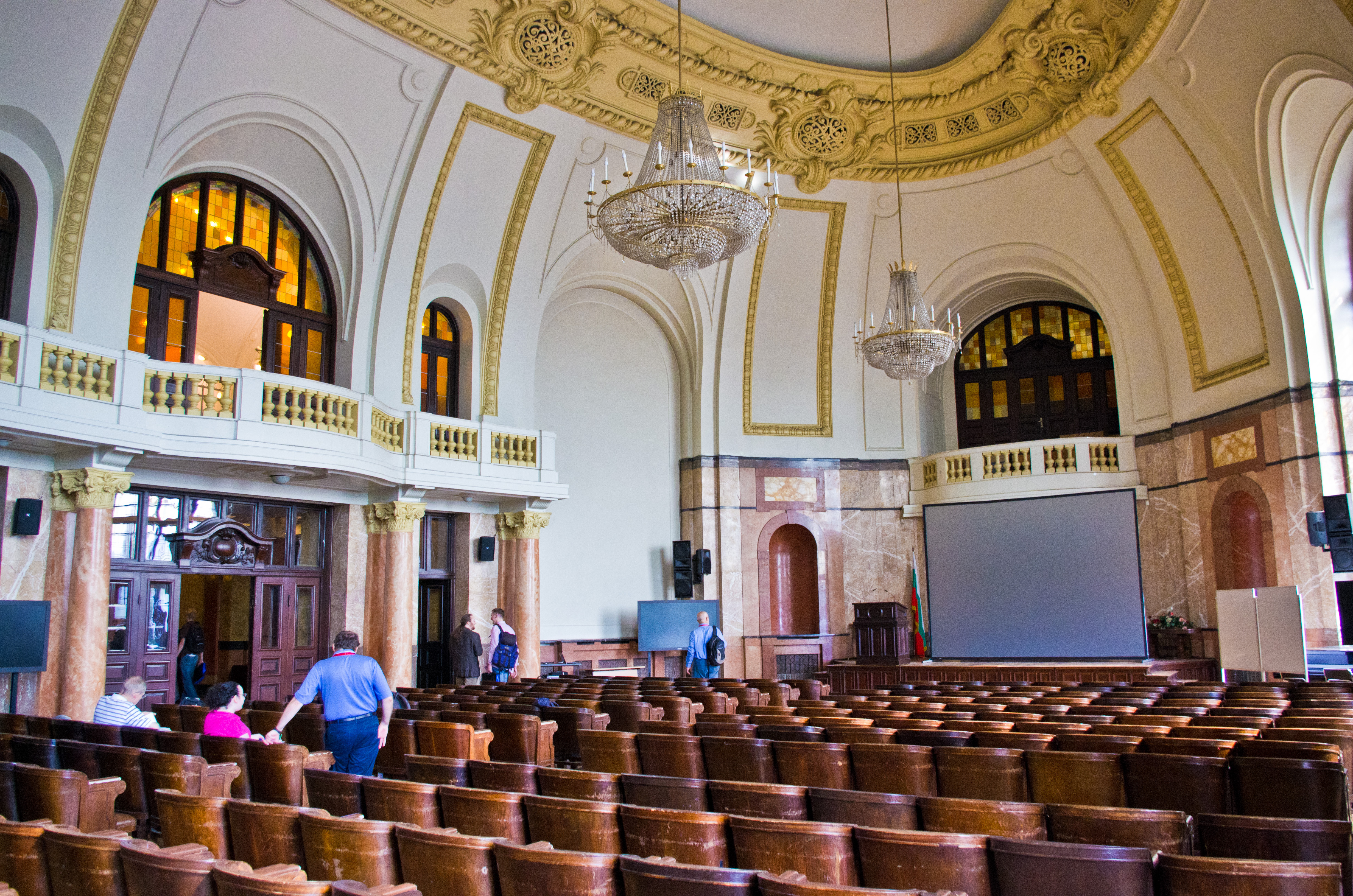
Aula ریاست دانشگاه، در ساختمان اصلی دانشگاه

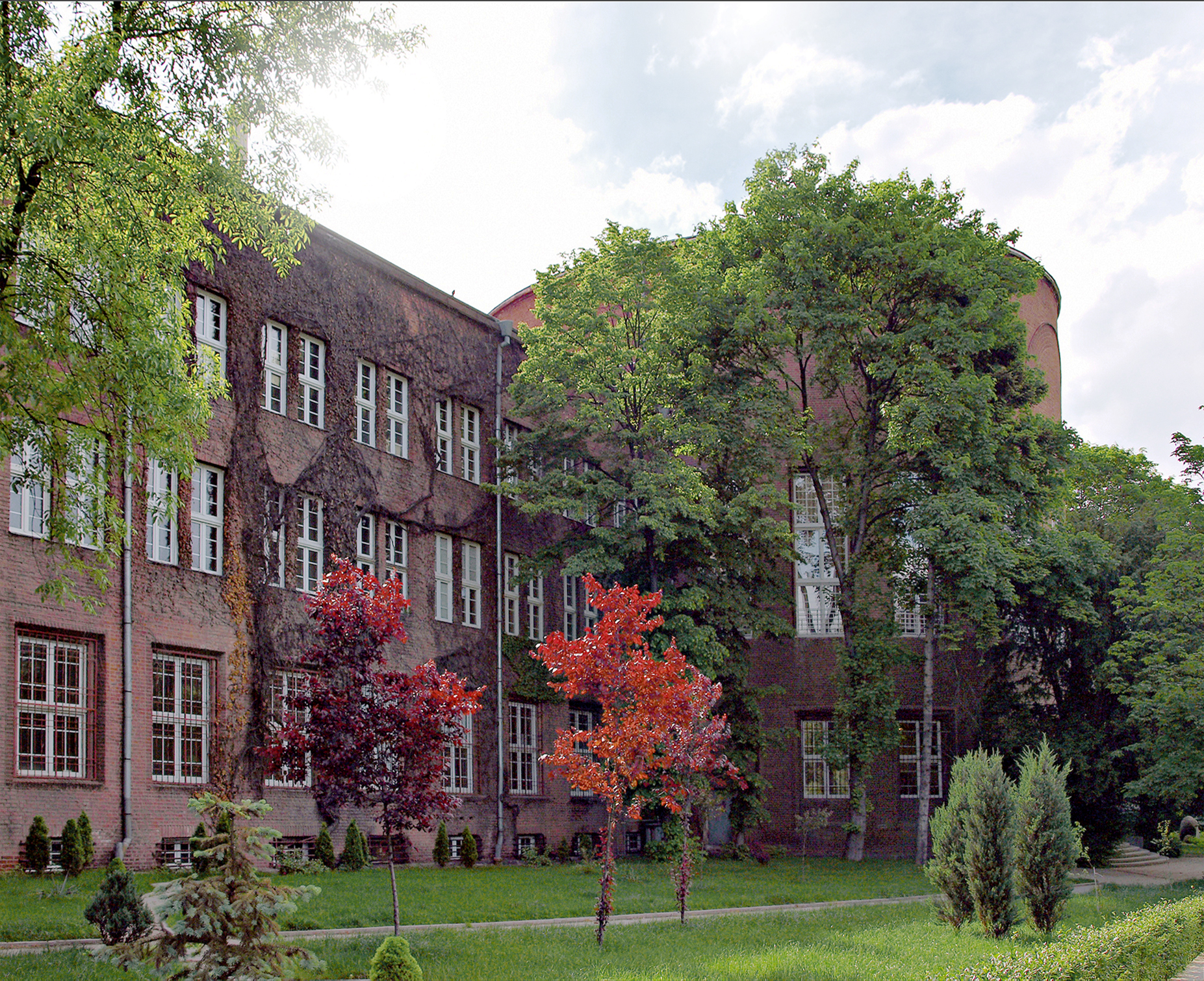
دانشکده زیست‌شناسی

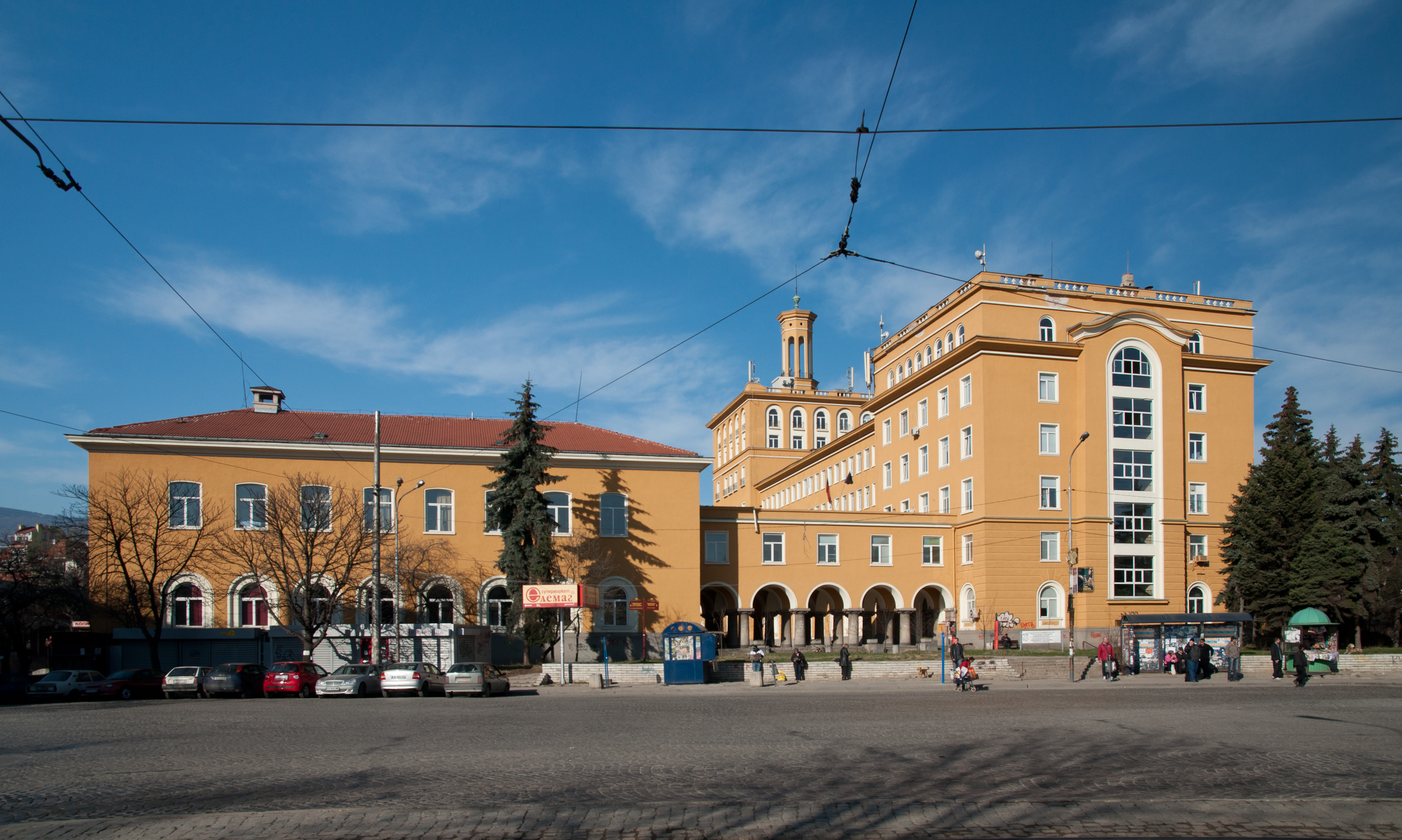
دانشکده شیمی

- دانشکده روزنامه‌نگاری و ارتباطات جمعی
- دانشکده حقوق
- دانشکده ریاضی و فناوری اطلاعات
- دانشکده فلسفه
- دانشکده فیزیک
- دانشکده آموزش پیش دبستانی و دبستانی
- دانشکده مطالعات اسلاوی
- دانشکده الهیات
- دانشکده پزشکی

### گروه‌های آموزشی
- گروه آموزش زبان
- گروه آموزشی برای اطلاعات و آموزش ضمن خدمت معلمان
- گروه ورزشی

## رتبه‌بندی
در رتبه‌بندی دانشگاه‌های جهان در سال 2022 که مؤسسه QS آن را انجام داده‌است دانشگاه صوفیه در رتبه600 -591دانشگاه‌های برتر دنیا قرار داردو همچنین در رتبه‌بندی مؤسسه تایمز این دانشگاه در رتبه +1201دانشگاه‌های جهان قرار گرفته‌است.